# 다락방의 토이 스토리
《다락방의 토이 스토리》(체코어: Na půdě aneb Kdo má dneska narozeniny?)는 2009년 공개된 애니메이션 영화이다.
체코, 프랑스, 일본, 슬로바키아의 국제 공동 제작이다. 이 영화는 2009년 3월 5일 체코에서 처음 개봉되었고, 국제 영화제에서 자막으로 상영되었다.

## 줄거리
낡은 다락방, 버터컵이라는 예쁜 인형은 꼭두각시 신사, 사랑스러운 테디베어, 기계 쥐, 그리고 찰흙으로 만든 로랑과 함께 낡은 트렁크 속에서 살고 있다. 어느 날 버터컵이 악의 제국으로 납치당하자, 그녀의 친구들은 강력한 국가 원수로부터 그녀를 구하기 위한 놀랍고 용감한 모험을 떠난다. 이 영화는 프라하의 한 가정집 다락방에 있는 장난감과 잡동사니들이 살아 움직이는 마법 같은 세상을 배경으로 한다. 냉전 시대의 상징을 담아, 다락방 세계는 행복한 장난감들이 사는 서쪽과 악의 세력이 지배하는 동쪽으로 나뉜다. 동쪽을 지배하는 폭군 국가 원수는 사악한 부하들, 곤충, 그리고 썩은 야채들로 이루어진 군대를 이끌고 있다. 버터컵을 구하기 위해 친구들은 여러 어려움을 헤쳐나가며 흥미진진한 여정을 펼친다.

## 출연

### 주연
- 포레스트 휘태커
- 조안 쿠삭
- 캐리 엘위스

### 조연
- 비비안 쉴링
- 마르셀로 튜버트
- 더글러스 어밴스키
- 에밀리 한